# Baarmutha
Baarmutha is een plaats in de Australische deelstaat Victoria.